# 哈达阳镇
哈达阳镇，是中华人民共和国内蒙古自治区呼伦贝尔市莫力达瓦达斡尔族自治旗下辖的一个乡镇级行政单位。

## 行政区划
哈达阳镇下辖以下地区：
哈达阳社区、哈达阳村、哈列图村、哈布奇村、双哈村和小黑山村。